# Kiyoshi Itō (pilote)
Ne doit pas être confondu avec Kiyoshi Itō.
Kiyoshi Itō (伊藤清, Itō Kiyoshi) est un as du service aérien de la Marine impériale japonaise pendant la Seconde Guerre mondiale, crédité de 18 victoires aériennes.
Après la fin de la guerre, Itō change son nom en Kiyoshi Katō (加藤 清, Katō Kiyoshi) à la suite de son mariage avec la fille du propriétaire de l'entreprise de construction Katō Gumi, la plus importante de Murakami. L'ancien as mène ensuite une carrière dans ce domaine.

## Biographie
Kiyoshi Itō naît en 1921 à Murakami, dans la Préfecture de Niigata. Âgé d'une vingtaine d'années, il s'engage dans le service aérien de la marine impériale japonaise et intègre le stage de réserve aérienne de classe C (丙飛行予科練習生, Hei Hikō Yoka Renshū-sei), un programme de formation au pilotage réservé aux engagés dans la marine. Itō en sort diplômé en novembre 1941,, comme Kiyoshi Sekiya. Après cette formation, il est affecté au 3e kōkūtai très peu de temps avant le début de la guerre du Pacifique.
Il côtoie alors des pilotes très expérimentés, comptant pour la plupart un millier d'heures de vol à leur actif,. À cause de cela, Kiyoshi Itō ne dispose pas de beaucoup de temps de vol pour acquérir de l'expérience au début du conflit, puisque les unités japonaises ont souvent plus de pilotes que d'avions et favorisent les éléments déjà aguerris. Le 4 avril 1942, cependant, Itō revendique sa première victoire aérienne lors d'un raid mené contre Darwin, en Australie. Entre avril et août 1942, Kiyoshi Itō participe avec son kōkūtai à une série de raids à longue distance sur Darwin depuis Kupang (à plus de 800km). Ces raids en font rapidement un pilote expérimenté au combat.
En septembre 1942, une partie des pilotes du 3e kōkūtai (21 Zéros et quatre C5M) sont déplacés à bord du Taiyō vers Rabaul, d'où ils participent à des attaques sur Guadalcanal, ainsi qu'à des patrouilles et des interceptions de convois jusqu'au début du mois de novembre sous les ordres du hikōtaichō (en) Takahide Aioi (en). Kiyoshi Itō fait partie de ce groupe et prend part à de nombreux combats aériens. Lors de ces derniers, et en particulier lors d'un affrontement meurtrier le 3 octobre 1942 qui se solde par la perte de 16 avions et pilotes japonais, Kiyoshi Itō est consterné par l'ampleur des pertes. Plus tard dans le mois, il prépare un briefing spécial pour les pilotes qu'il commande, dans lequel il souligne qu'ils sont des « biens nationaux » et qu'ils ne doivent pas gaspiller leur vie en prenant des risques infondés au combat contre les Grumman F4F Wildcat américains qui déciment leurs rangs. Après avoir reçu un brouillon de ce briefing pour validation, le contre-amiral Rinosuke Ichimaru le censure cependant, jugeant que l'esprit combatif et les capacités individuelles doivent primer sur la prudence et les tactiques d'équipes prônées par Itō.
Le 1er novembre 1942, le 3e kōkūtai est rebaptisé 202e kōkūtai dans le cadre d'une réorganisation générale du service aérien de la Marine impériale japonaise,. Il est également séparé à la même période en plusieurs petits détachements chargés d'assurés la défense aérienne d’Ambon, Tual (en), Kupang, Makassar et Surabaya.

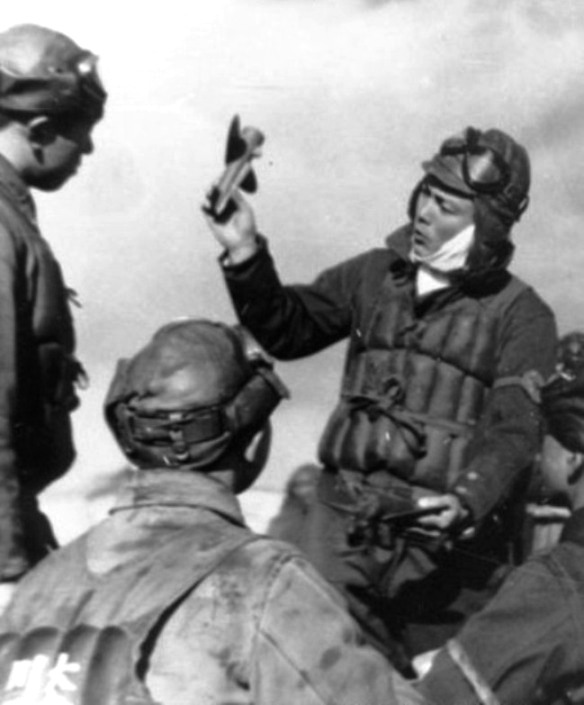
Kiyoshi Itō donnant un cours lors d'une formation au pilotage, à la fin de la guerre.

Itō est, pour sa part, affecté à un détachement chargé de défendre la mer d'Arafura, ainsi que de reprendre les attaques sur Darwin à partir du printemps 1943. Il reste un an dans ce détachement, entre novembre 1942 et novembre 1943. A cette dernière date, il a revendiqué en tout 18 victoires aériennes depuis le début des hostilités (et 14 avions ennemis endommagés), le tout dans une trentaine de combats aériens,. Après deux ans au front, Kiyoshi Itō est rapatrié au Japon à la fin de l'année 1943 pour servir d'instructeur dans le kōkūtai Ōita (大分海軍航空隊, Ōita kaigun kōkūtai) puis le kōkūtai Tsukuba (筑波海軍航空隊, Tsukuba kaigun kōkūtai). Il reste à ce poste jusqu'à la capitulation du Japon. Kiyoshi Itō termine la guerre avec le grade de maître principal (兵曹長, Heisōchō).
Après la fin de la Seconde Guerre mondiale, Kiyoshi Itō rentre dans sa ville natale de Murakami et épouse en 1947 la fille du propriétaire de l'entreprise de construction Katō Gumi. Pour reprendre l'entreprise, il prend alors le nom de famille de sa femme pour devenir Kiyoshi Katō (加藤 清) et développe l'entreprise en la focalisant sur les marchés publics. En 1980, il est décoré de la médaille au ruban pourpre et reçoit le prix du Ministère de la Construction (en) en 1992. L'ancien pilote collabore avec les historiens japonais Ikuhiko Hata et Yasuho Izawa pour la première version de leur étude sur les as de l'aéronavale japonaise de la Seconde Guerre mondiale, notamment pour fournir des photos.
Il meurt le 4 juillet 2012, à 90 ans.